# Jasmin Ouschan
Jasmin Rosalia Ouschan (* 10. Jänner 1986 in Klagenfurt) ist eine österreichische Poolbillardspielerin und zweifache Weltmeisterin.

## Karriere

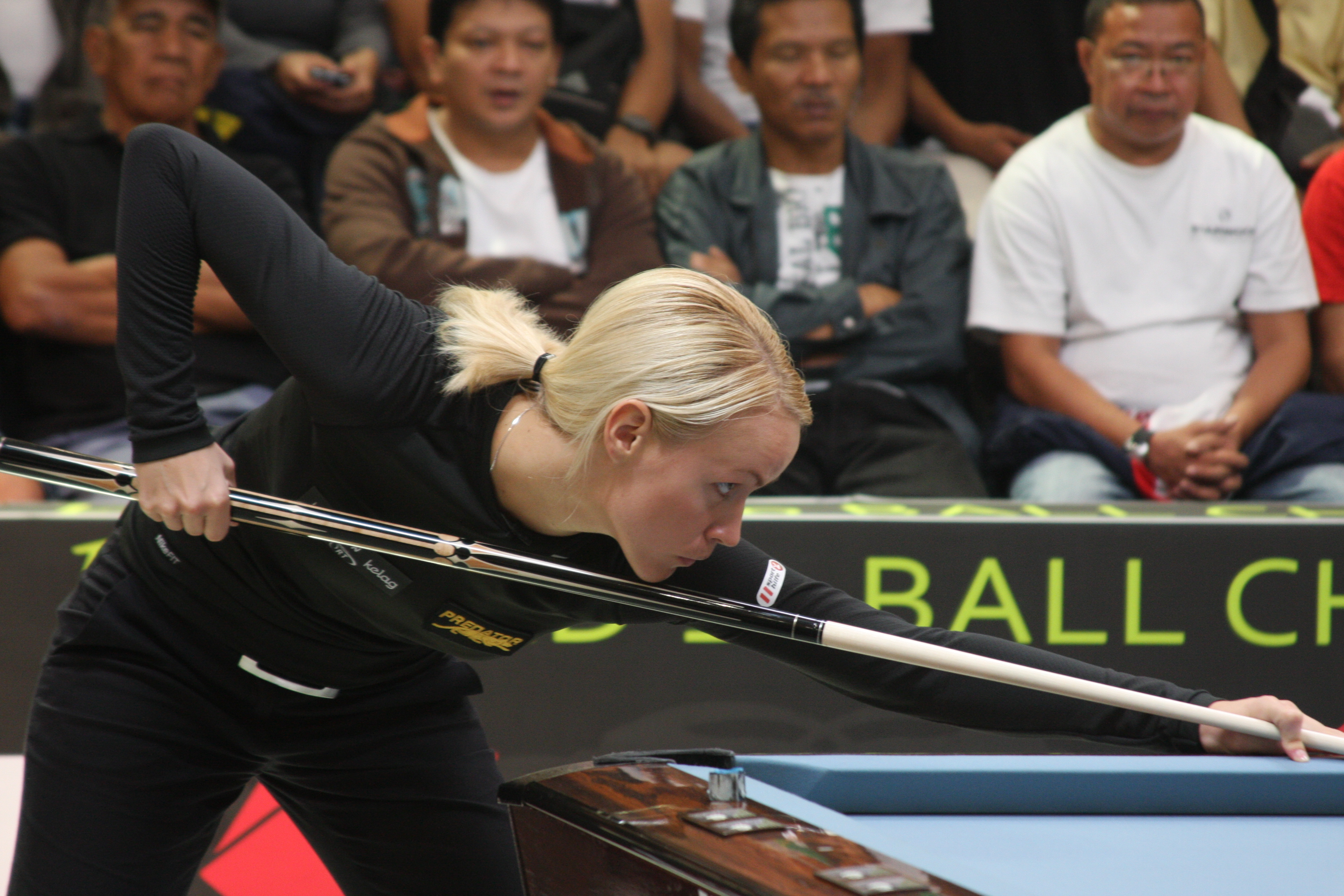
Jasmin Ouschan bei der 10-Ball-WM 2009

Jasmin Ouschan begann im Alter von drei Jahren mit dem Poolbillardspiel. Ihr erster großer Erfolg war die Vizeweltmeisterschaft bei den U18-Mädchen im Jahre 2004. 2005 gewann sie das Turnier und holte außerdem die Europameisterschaft im 9-Ball und 14/1 endlos der Damen sowie die 7. World Games in Duisburg.
2006 gewann Ouschan zwei weitere Europameisterschaften (8-Ball und 14/1 endlos) sowie einen dritten Platz bei der Damen-Weltmeisterschaft im 9-Ball und die Weltranglistenführung. Auch bei der EM 2007 verteidigte sie ihren EM-Titel im 14/1 endlos und wurde als einzige Frau für das World Pool Masters 2007 eingeladen, wo sie jedoch in der ersten Runde ausschied. Im Februar 2008 schaffte sie als erste weibliche Spielerin die Qualifikation für eine offizielle 8-Ball-Weltmeisterschaft der Herren und schaffte es bis in die Runde der letzten 32.
Bei der Herren-14-und-1-Weltmeisterschaft 2008 qualifizierte Ouschan sich auch und schied dort erst im Halbfinale aus, nachdem sie vorher unter anderem Titelverteidiger Oliver Ortmann aus dem Turnier werfen konnte. Bei der EM 2008 errang sie einen Titel im 8-Ball sowie Bronze im 9-Ball und 14/1. Auch für die erste offizielle Herren-10-Ball-WM konnte sie sich qualifizieren und überstand dort immerhin die Vorrunde.
Bei der Poolbillard-Europameisterschaft 2009 gewann Ouschan den Titel im 9-Ball und 8-Ball sowie Silber im 14/1 endlos. Bei der 2009 erstmals ausgetragenen 10-Ball-Weltmeisterschaft der Damen schaffte sie es bis ins Halbfinale. Auf den 8. World Games in Kaohsiung 2009 bestätigte sie ihre gute Leistung von 2005 und wurde Zweite durch eine knappe 8:9-Finalniederlage gegen die Britin Allison Fisher.
Bei der Poolbillard-Europameisterschaft 2010 gewann Ouschan alle vier Titel, 14&1-Endlos-, 10-, 8-Ball-Bewerb und 9-Ball. Nicht zuletzt durch diese Leistung wurde sie im April 2010 mit dem Goldenen Verdienstzeichen der Republik Österreich ausgezeichnet. 2010 gewann sie mit der 10-Ball-WM auch ihre erste Weltmeisterschaft. Die EM 2011 brachte erneut drei Titel; lediglich im 8-Ball schied sie bereits im Viertelfinale aus.
Im März 2012 unterlag Ouschan im Finale der Amway World Open der Taiwanerin Chou Chieh-yu. Wenige Tage später gewann sie bei der Europameisterschaft den Titel im 10-Ball und drei Bronzemedaillen. Bei der 10-Ball-WM 2012 erreichte sie das Viertelfinale. Im November 2012 gewann sie die WPBA Tour Championship.
Im März 2013 zog Jasmin Ouschan erneut ins Endspiel der Amway World Open ein und unterlag Kelly Fisher. Bei der EM 2013 gewann sie erneut vier Medaillen, darunter Gold in den Disziplinen 14/1 endlos und 9-Ball. Bei den World Games 2013 erreichte sie das Viertelfinale. Zudem gewann sie in diesem Jahr mit den Portugal Open und den Swedish Open zwei Euro-Tour-Turniere und belegte einmal auf der Tour den zweiten Platz.
2014 erreichte Ouschan beim WPBA Masters das Viertelfinale. Bei der EM 2014 gelang es ihr, ihre Titel im 14/1 endlos und 9-Ball zu verteidigen. In den beiden anderen Disziplinen blieb sie jedoch ohne Medaillengewinn. Auf der Euro-Tour erreichte sie 2014 jeweils einmal den ersten, zweiten und dritten Platz.
Im Februar 2015 gewann Ouschan das WPBA Masters 2015. Zwei Monate später wurde sie erneut Europameisterin im 14/1 endlos und im 9-Ball. Im September belegte sie beim Women’s International Tournament of Champions den dritten Platz. Im November 2015 schaffte sie es erstmals ins Finale der 9-Ball-Weltmeisterschaft der Damen und unterlag dort der Chinesin Liu Shasha mit 4:9.
Bei der EM 2016 gewann Jasmin Ouschan die Titel im 14/1 endlos und im 10-Ball. Beim Women’s International Tournament of Champions wurde sie 2016 erneut Dritte.
2020 nahm Ouschan an der österreichischen Fernsehsendung Die Millionenshow teil, wo sie zusammen mit Felix Auböck, Adi Hütter und Leonhard Stock 120.000 Euro für die Österreichische Sporthilfe erspielte. Einen weiteren TV-Auftritt hatte sie 2021 in der 14. Staffel der Tanzshow Dancing Stars, wo sie mit ihrem Tanzpartner Florian Gschaider den zweiten Platz belegte.
Bei der im Juli 2025 erstmals ausgetragenen WPA-8-Ball-Weltmeisterschaft der Damen gewann sie ihren zweiten WM-Titel. Ihre Finalgegnerin war Chezka Centeno.

## Auszeichnungen
Im April 2010 wurde Jasmin Ouschan mit dem Goldenen Verdienstzeichen der Republik Österreich ausgezeichnet.
Zudem ist sie bereits einschließlich 2015 sechsfache Kärntner Sportlerin des Jahres (zuvor 2006, 2007, 2008, 2010, 2013). Bei der Wahl zur österreichischen Sportlerin des Jahres erreichte Ouschan 2008 den achten und 2011 den fünften Platz. 2015 wurde sie Dritte hinter Anna Veith und Claudia Riegler. 2016 war sie erneut unter den fünf Finalistinnen.

## Familie
Ihr Vater Albin Ouschan senior († 2018) und ihr jüngerer Bruder Albin junior spielen ebenfalls erfolgreich Poolbillard.

## Publikationen
- Alles auf Sieg! Das Streben nach Perfektion, Seifert Verlag, Wien 2022, ISBN 978-3-904123-01-3.